# Ian Bolton
Ne pas confondre avec Ian Bolton (football, 1953), footballeur né en 1953, jouant pour divers clubs anglais.
Ian Bolton, né le 7 octobre 1940 à Clydebank et mort le 16 mai 2004 à Ploufragan, est un footballeur écossais, évoluant au poste de défenseur dans les années 1960. Il a pour unique club l'Union sportive boulonnaise.

## Biographie
Ian Bolton participe à 230 matchs de Division 2 française, tous avec l'Union sportive boulonnaise.
Il se retire à Saint-Brieuc, où il entraîne notamment le Stade Briochin de 1981 à 1983, entretenant également un bar sportif avec sa femme Élisabeth Bolton puis pris sa retraite et décéda à l'âge de 64 ans d'une crise cardiaque.